# Pohly Boglárka
Pohly Boglárka (Debrecen, 1983. április 1. –) magyar énekesnő, arany- és platinalemezes operetténekes.

## Életpályája
Nem művészcsaládban nőtt fel. Gyermekszínészként indult pályafutása: Dorothy szerepével az Óz, a nagy varázslóban, a Debreceni Csokonai Színházban. Magyarország legfiatalabb szubrettje volt a Budapesti Operettszínházban, 18 évesen eljátszhatta Liza szerepét a Marica grófnőben, a Csárdáskirálynőben pedig Stázi szerepét  Rövid időn belül a hazai színházi élet egyik legnépszerűbb operett szubrettjévé vált, nevét Oszvald Marika utódjaként emlegetik.
2005-ben végezte el a Bartók Béla Konzervatórium énekművész – szakát Kovács Brigitta osztályában. Elvégezte ezen kívül az Operettakadémiát, színész 1, és színész 2 minősítéssel. Diplomát 2009-ben a Magyar Táncművészeti Főiskola táncpedagógusi szakán szerzett. 2001–2007 között a Budapesti Operettszínház elismert tagja, 2007-től napjainkig szabadúszó. 2005-ben az Operett Akadémián végzett szubrettként a Budapesti Operettszínházban. Főszerepeket énekelt: Budapesti Operettszínház,  Debreceni Csokonai Színház, Miskolci Nemzeti Színház, Soproni Petőfi Színház, Szolnoki Szigligeti Színház, Turay Ida Színház. Termete miatt nem lehetett primadonna, de szubrett annál inkább. Az akrobatika, a spárga, a cigánykerék védjegyévé vált, csak úgy mint szubrett elődeinek. Férje(egyben managere) táncművész, két lányuk: Napsugár és Mirjam. Férjével 2007 óta a European Operett Produkciós Irodát is  sikerrel vezetik, melyben számos produkciót, és művészt közvetítenek széles közönségnek.Repertoárját magyar nóták, magyar népdalok és közismert mulatós dalok mellett, népdal ihletésű saját dalok, és OPERETT slágerek alkotják.Boglárka számos alkalommal lépett fel határon innen és túl..képviselve és hirdetve eme magyar műfajok szépségét, és időtlenségét.
A Muzsika TV-n 2018 óta látható, azóta a Zenebutik Tv csatorna népszerű előadója is. Színpadi ruhái gyakran a hagyományos magyar viseleteket idézik.
Több mint 35 dala, stúdiófelvétele 7 különböző hanghordozón (válogatáslemezen, maxi-cd-n) és 3 szólólemezen jelentek meg. 2019-ben dala platinalemezen szerepelt (Trimedio csoport)Sztárlimonádé albumon. 2021-ben Aranylemezt vehetett át.
Az évek során a  magyarországi média is felfigyelt rá, számos TV műsorba (RTL Klub, TV2, Duna TV, MUZSIKA TV, ZENEBUTIK TV stb.) hívták meg.1999-tól folyamatosan koncertezik, közel 2000 alkalommal lépett fel, nemcsak  Magyarországon, hanem fellépett többek között Münchenben, Hannoverben Németországban, Hollandiában,Ukrajnában, Izraelben, Litvániában, Észtországban, Svájcban, Szlovákiában, Horvátországban, Romániában. Kálmán Imre-est; Lehár-est, operettgálák, gálaestek jelzik operett szubrett és szóló pályáját.
Visszatérő vendége a müncheni Deutsches Theaternek, a Tel-Aviv-i Operának , de énekelt már Hannovertől Tallinig,  Rigától Japánig.

## Fontosabb színházi szerepei
- Lehár Ferenc: A mosoly országa... Mi hercegnő, és bécsi kislány
- Jeanne-Marie Le Prince de Beaumont: A szépség és a szörnyeteg:... Babett, a tollseprű
- Szirmai Albert: Mágnás Miska... Rolla
- Kálmán Imre: Csárdáskirálynő... Stázi
- Johann Strauss: A denevér... Adél
- Mozart: Varázsfuvola... Papagena
- Kálmán Imre: Marica grófnő... Liza
- Huszka Jenő: Lili bárónő... Clarisse
- Huszka Jenő: Mária főhadnagy... Panni
- Lehár Ferenc: A víg özvegy... Olga
- Kálmán Imre: A cirkuszhercegnő... Miss Mabel
- Ábrahám Pál: Viktória... Riquette
- Johann Strauss: A cigánybáró... Arzéna
- Zerkovitz Béla: Csókos asszony... Kató; Ricamaca
- Heltai Jenő: Tündérlaki lányok... Manci
- Kálmán Imre: A cigányprímás:... Sári
- L. Frank Baum – Tamássy Zdenko: Óz, a nagy varázsló:... Dorothy
- Dés László-Geszti Péter-Békés Pál: Dzsungel könyve... gyerekszereplő
- Dévényi Ádám: Fafejű... Királylány
- Wolfgang Amadeus Mozart: Szinidirektor... Madame Silberklang
- Boublil és Schönberg: Nyomorultak... Cosette
- Jávori Ferenc-Miklós Tibor: Menyasszonytánc... Rózsi
- Brandon Thomas: Charley nénje... Annie
- Topolcsányi Laura: Csakazértis szerelem... Hilda

## Nagylemezei
- Cintányéros cudar világ (2018)
- Így mulatok (2019)
- Csendül hát a magyar nóta (2020)

## Díjai
- Platinalemez (2019) Trimedio csoport
- Aranylemez (2021) Trimedio csoport